# Władysław Hasior
Władysław Hasior, né le 14 mai 1928 à Nowy Sącz, mort le 14 juillet 1999  à Cracovie, est un artiste polonais, sculpteur, artiste peintre, scénographe, associé à la région de Podhale,.

## Biographie
Władysław Hasior a été de 1947 à 1952 élève du lycée technique d'arts plastiques de Zakopane puis étudiant de 1952 à 1958, à l'Académie des beaux-arts de Varsovie où il se spécialise en sculpture.
De 1959 à 1960, il est boursier à Paris où il est l'élève d'Ossip Zadkine. Il s'associe au mouvement Phases.
Sa première exposition personnelle a lieu en 1961 au Théâtre juif de Varsovie. Depuis, ses œuvres ont été présentées dans plus de soixante-dix expositions individuelles en Pologne et en Europe : Paris, Rome, Stockholm, Oslo, Montevideo, Sao Paulo, Helsinki, Vienne, Venise, Copenhague, Bruxelles, Moscou...
À partir de 1968 Władysław Hasior était devenu, parallèlement à son travail de sculpteur, professeur au lycée artistique de Zakopane où il avait été formé.
Władysław Hasior est enterré au cimetière des grandes personnalités de Zakopane à Pęksowy Brzyzek (pl).

## Œuvre
L'art de Władysław Hasior vise à provoquer et à choquer le spectateur. Il continue à expérimenter avec des formes, des techniques et matériaux hétéroclites en créant des compositions spatiales, des assemblages et des collages, associant parfois pathétique et grotesque.
Il a fait des « spectacles sculpturaux » utilisant les éléments de la nature : le vent, l'eau et le feu, et des sculptures monumentales, notamment Prométhée fusillé (Kuźnice 1964), les orgues de fer (Żelazne organy) (Snozka 1966), le Golgotha en feu (Montevideo, 1969), Słoneczny rydwan, Le char du soleil, (Södertälje près de Stockholm 1972-1976).
Ses œuvres figurent entre autres dans les collections des musées suivants : Moderna Museet de Stockholm, le Musée d'art moderne de São Paulo, le Musée Alexandre Pouchkine à Moscou, les musées nationaux polonais à Cracovie, Poznań, Varsovie, Wrocław. Il a participé en 1983 à l'exposition Présences polonaises au Centre Pompidou.
Il se veut au croisement des traditions populaires des Tatras et de courants artistiques contemporains (surréalisme, nouveau réalisme, sculptures abstraites).
Il est également l'auteur de nombreux monuments non conventionnels et de sculptures en plein air, en Pologne et à l'étranger.
Une grande exposition rétrospective est organisée au printemps 2014 au Musée d'art contemporain de Cracovie (MOCAK) sous le titre : « Władysław Hasior, un Robert Rauschenberg européen ? ». Il est parfois qualifié également « successeur de Marcel Duchamp ».
Un musée permanent, rattaché au Musée des Tatras (pl), lui est consacré à Zakopane : la galerie qui porte son nom (pl),.
La poste polonaise lui a rendu hommage par une série de quatre timbres en 2009 .